# ریوتا هایاساکا
ریوتا هایاساکا (انگلیسی: Ryota Hayasaka؛ زادهٔ ۱۹ سپتامبر ۱۹۸۵) بازیکن فوتبال اهل ژاپن است.
از باشگاه‌هایی که در آن بازی کرده‌است می‌توان به باشگاه فوتبال ساگان توسو اشاره کرد.